# Нове Раково
Нове Раково (пол. Nowe Rakowo) — село в Польщі, у гміні Малий Плоцьк Кольненського повіту Підляського воєводства.
Населення — 144 особи (2011).
У 1975-1998 роках село належало до Ломжинського воєводства.

## Демографія
Демографічна структура станом на 31 березня 2011 року:
|          | Загалом | Допрацездатний вік | Працездатний вік | Постпрацездатний вік |
| -------- | ------- | ------------------ | ---------------- | -------------------- |
| Чоловіки | 76      | 21                 | 47               | 8                    |
| Жінки    | 68      | 10                 | 38               | 20                   |
| Разом    | 144     | 31                 | 85               | 28                   |